# Province del Portogallo
Le province del Portogallo hanno costituito la suddivisione amministrativa di primo livello del Paese dall'età medievale (allorché erano note con il termine di comarche) sino al 1976, a seguito della loro formale soppressione.
Il loro numero è più volte mutato nel corso del tempo: l'assetto medievale è stato ridisegnato prima con la riforma del 1832, poi con quella del 1930 e infine con quella del 1936 (che si basava sugli studi compiuti dal geografo Amorim Girão). 
Tali province, in genere, hanno una propria rilevanza come suddivisione geografica e spesso coincidono con le regioni.

## Comarche medievali

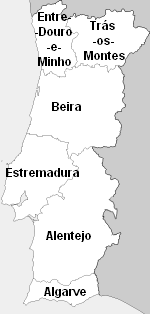
Comarche medievali

- Entre Douro e Minho
- Trás-os-Montes e Alto Douro
- Beira
- Estremadura
- Alentejo
- Algarve

## Province dal 1936 al 1976

Province dal 1936 al 1976

| Mappa | Provincia                   |
| ----- | --------------------------- |
|       | Algarve                     |
|       | Alto Alentejo               |
|       | Basso Alentejo              |
|       | Beira Alta                  |
|       | Beira Bassa                 |
|       | Beira Litorale              |
|       | Douro Litorale              |
|       | Estremadura                 |
|       | Minho                       |
|       | Ribatejo                    |
|       | Trás-os-Montes e Alto Douro |